# Merbau II
Merbau II is een bestuurslaag in het regentschap Aceh Timur van de provincie Atjeh, Indonesië. Merbau II telt 204 inwoners (volkstelling 2010).